# Xestaspis recurva
Xestaspis recurva là một loài nhện trong họ Oonopidae.
Loài này thuộc chi Xestaspis. Xestaspis recurva được Embrik Strand miêu tả năm 1906.